# Cimalta
La Cimalta és una muntanya de 637 metres que es troba al municipi de Sant Sadurní d'Osormort, a la comarca d'Osona.